# Чарноцин (Опольське воєводство)
Чарноцин (пол. Czarnocin, нім. Scharnosin) — село в Польщі, у гміні Лесьниця Стшелецького повіту Опольського воєводства.
Населення — 161 особа (2011).

## Демографія
Демографічна структура станом на 31 березня 2011 року:
|          | Загалом | Допрацездатний вік | Працездатний вік | Постпрацездатний вік |
| -------- | ------- | ------------------ | ---------------- | -------------------- |
| Чоловіки | 73      | 11                 | 52               | 10                   |
| Жінки    | 88      | 17                 | 52               | 19                   |
| Разом    | 161     | 28                 | 104              | 29                   |